# Otago
Otago är en region i Nya Zeeland  belägen på den sydöstra delen a Sydön. Regionen har en area på cirka 32 000 km² vilket gör den till landets näst största. Vid 2018 års folkräkning uppgick befolkningen till 225 186 personer.
Otago är en anglifiering av det  maoriska namnet"Ōtākou". Detta var en by på Otagohalvön som fick betydelse som valfångststation på 1840-talet, då västerlänningar först började intressera sig för området.
Viktiga platser på Otago är Dunedin som är regionhuvudstad, Oamaru som gjorts känd av författaren Janet Frame samt turistområdena Queenstown och Wanaka. Kaitangata i södra Otago har stora kolfyndigheter. Kraft från floderna Waitaki och Clutha utgör en stor del av landets elektricitet.
Nya Zeelands första universitet, The University of Otago, grundades 1869 i Dunedin. 
I de centrala delarna av Otago produceras vin av hög kvalitet från druvslag som Pinot Noir, Chardonnay, Sauvignon Blanc, Merlot, och Riesling. Speciellt har områdets pinotnoirvin omtalats.

## Demografi
| Befolkningsutvecklingen i Otago 1991–2018 | Befolkningsutvecklingen i Otago 1991–2018 | Befolkningsutvecklingen i Otago 1991–2018 | Befolkningsutvecklingen i Otago 1991–2018 | Befolkningsutvecklingen i Otago 1991–2018 |
| ----------------------------------------- | ----------------------------------------- | ----------------------------------------- | ----------------------------------------- | ----------------------------------------- |
|                                           |                                           |                                           |                                           |                                           |
| År                                        |                                           |                                           | Folkmängd                                 |                                           |
| 1991                                      | 1991                                      |                                           | 177 525                                   |                                           |
| 1996                                      | 1996                                      |                                           | 185 085                                   |                                           |
| 2001                                      | 2001                                      |                                           | 181 542                                   |                                           |
| 2006                                      | 2006                                      |                                           | 193 803                                   |                                           |
| 2013                                      | 2013                                      |                                           | 202 470                                   |                                           |
| 2018                                      | 2018                                      |                                           | 225 186                                   |                                           |
|                                           |                                           |                                           |                                           |                                           |